# Serina (Italia)
Serina [seˈriːna] (Serina [sɛˈɾina] in dialetto bergamasco) è un comune italiano di 2 070 abitanti della provincia di Bergamo in Lombardia. Situato nell'omonima valle, laterale della val Brembana, dista circa 30 chilometri a nord dal capoluogo orobico. La città è circondata da montagne, tra cui il famoso Monte Alben.

## Storia
Le origini del paese sembrano risalire al I secolo a.C. ai tempi della dominazione romana, quando tutta la valle Serina fu riunita sotto il municipio di Bergamo.
A tal periodo risalgono i primi insediamenti abitativi, creatisi anche grazie alla scoperta di miniere di ferro nella zona vicina al confine con Dossena.
Anche il toponimo risalirebbe all'epoca romana, e parrebbe essere ricollegato a quello del fiume Serio, situato in valle Seriana. Questo che stava ad indicare un flusso o corrente, riconducibile al torrente, omonimo del paese, che attraversa la parte alta della valle.
Tuttavia i primi documenti scritti che attestano l'esistenza del borgo risalgono soltanto all'XI secolo, periodo in cui Serina cominciò a ritagliarsi uno spazio importante nell'ambito dei commerci. Difatti da questa conca transitava la via Mercatorum, antica via dei traffici che collegava la val Seriana con l'alta val Brembana, che aveva in Serina il borgo di maggior importanza.
A tal riguardo, alcuni documenti risalenti al risorgimento italiano, attestano che Serina aveva quasi 1 500 abitanti, addirittura il doppio del vicino centro di San Pellegrino Terme.
L'economia visse periodi di grande splendore anche grazie alle miniere romane per l'estrazione del ferro, che permisero lo sviluppo di officine atte alla lavorazione del materiale estratto, che veniva utilizzato per la costruzione di armi e utensili vari in ferro.
Anche l'industria laniera trasse benefici dalla presenza del torrente Ambria, che permetteva il funzionamento dei macchinari per la produzione del panno grosso bergamasco.
L'epoca medievale vide il centro sottoposto al potere della famiglia guelfa dei Torriani fin dall'anno 1265. Tale influenza durò fino al XV secolo quando l'arrivo della dominazione veneta portò Serina ad essere il capoluogo della Valle Brembana Superiore (con tanto di vicario della Serenissima) ruolo che ricoprì fino al 1797, quando la zona entrò a fare parte della repubblica Cisalpina.
Da ricordare che il paese diede i natali, nel 1480, al pittore Jacopo Negretti, meglio conosciuto come Palma il Vecchio.

### Simboli
Lo stemma fu approvato con delibera di consiglio comunale del 9 aprile 1961 riprendendo l’antico stemma di Serina, ritrovato sul frontespizio degli atti dello Statutum Vallis Brembanae Superioris del 1468, ed è stato ufficialmente riconosciuto con D.P.C.M. del 26 febbraio 1962.
Lo stemma di Serina riprende, con alcune modifiche, quello della nobile famiglia Carara o Carrara, originaria della zona, che aveva a sua volta adottato la figura della sirena in assonanza con il toponimo, che ha un'etimologia analoga a quella del fiume Serio. Le tre stelle simboleggiano le tre più importanti famiglie: Carrara, Tiraboschi e della Valle.
Il gonfalone, concesso con D.P.R. del 29 marzo 1962, è un drappo partito di giallo e di azzurro.

## Monumenti e luoghi d'interesse
Il paese è meta di villeggiatura e presenta itinerari naturalistici che permettono di compiere escursioni sul territorio con sentieri adatti anche ad alpinisti esperti.
A livello architettonico sono presenti numerosi edifici, in particolare la chiesa parrocchiale, dedicata alla Santissima Annunziata ed edificata nel 1744 in luogo di un precedente edificio di culto risalente al XIV secolo.
All'interno si conservano opere di importante valore dei pittori Jacopo Palma il Vecchio, Jacopo Palma il Giovane e altri artisti. La chiesa si presenta con decorazione a stucco operata dagli stuccatori Muzio ed Eugenio Camuzio, suo zio.
Sul territorio vi sono il santuario di San Rocco, risalente al XIV secolo, e il monastero della Santissima Trinità, edificato nel corso del XVII secolo, che custodiscono opere di Palma il Giovane.
Presso la frazione di Lepreno, antica contrada un tempo "Paese Gemello" di Serina, e visibile l'antica prepositurale dedicata a San Giacomo Maggiore Apostolo e Sant'Alessandro Martire. eretta nel 1190 è Chiesa madre di tutta la Valle Serina.
Presso la frazione di Valpiana, confinante con il comune di Oltre il Colle, è visibile il Ristoro, antico luogo, situato sul lato della strada, grazie al quale i viandanti trovavano rifugio e riposo. Alcuni affreschi sono ancora osservabili al suo interno, sebbene le varie ristrutturazioni ne abbiano modificato l'aspetto, rendendolo più moderno, e la chiesa di San Michele Arcangelo e San Gottardo Vescovo.
infine nella frazione Bagnella la cinquecentesca chiesa di Santa Maria Assunta.

## Società

### Evoluzione demografica
Abitanti censiti

## Amministrazione
| Periodo        | Periodo        | Primo cittadino       | Partito                     | Carica  | Note |
| -------------- | -------------- | --------------------- | --------------------------- | ------- | ---- |
| 23 maggio 2003 | 26 maggio 2013 | Michele Villarboito   | LN                          | Sindaco |      |
| 27 maggio 2013 | 9 giugno 2018  | Giovanni Fattori      | LN                          | Sindaco |      |
| 10 giugno 2018 | 14 maggio 2023 | Giorgio Maria Cavagna | Lista civica Vivere Serina  | Sindaco |      |
| 15 maggio 2023 | in carica      | Michele Villarboito   | Lista Civica Serina con noi | Sindaco |      |